# Hrvatska na Svjetskom prvenstvu u atletici 2013.
Hrvatska se kao država članica IAAF-a natjecala na Svjetskom prvenstvu u atletici 2013. u Moskvi, od 10. do 18. kolovoza, sa sedam predstavnika. Zlatno i jedino odličje osvojila je Sandra Perković u disciplini bacanje diska.

## Osvajači odličja
| Odličje | Atletičar       | Disciplina    | Nadnevak     | Rezultat |
| ------- | --------------- | ------------- | ------------ | -------- |
| zlato   | Sandra Perković | bacanje diska | 11. kolovoza | 67,99 m  |

## Rezultati
(q - kvalificirao se, SB - najbolji rezultat sezone (eng. Season best), DNA - nije ušao u finale (eng. Did not advance), NM - bez rezultata)

### Muškarci

#### Bacačke i skakačke discipline
| Atletičar     | Disciplina    | Kvalifikacije | Kvalifikacije | Završnica | Završnica |
| Atletičar     | Disciplina    | Duljina       | Pozicija      | Duljina   | Pozicija  |
| ------------- | ------------- | ------------- | ------------- | --------- | --------- |
| Ivan Horvat   | skok s motkom | NM            |               | DNA       | DNA       |
| Marin Premeru | bacanje kugle | 18,71         | 25.           | DNA       | DNA       |
| Martin Marić  | bacanje diska | 61,98         | 15.           | DNA       | DNA       |

### Žene

#### Bacačke i skakačke discipline
| Atletičar         | Disciplina    | Kvalifikacije | Kvalifikacije | Završnica | Završnica |
| Atletičar         | Disciplina    | Duljina       | Pozicija      | Rezultat  | Pozicija  |
| ----------------- | ------------- | ------------- | ------------- | --------- | --------- |
| Ana Šimić         | skok u vis    | 188           | 19.           | DNA       | DNA       |
| Valentina Mužarić | Bacanje kugle | 16,47         | 28.           | DNA       | DNA       |
| Sandra Perković   | bacanje diska | 63,62         | 3. Q          | 67,99     | 1.        |